# Phyllocosmus calothyrsus
Espèce
Synonymes
- Ochthocosmus calothyrsus Hutch. & Dalziel[2]

Phyllocosmus calothyrsus Mildbr. est une espèce de plantes à fleurs de la famille des Ixonanthaceae et du genre Phyllocosmus, présente en Afrique tropicale.

## Description
C'est un petit arbre glabre pouvant atteindre 15 m de hauteur. Les feuilles sont pétiolées ou subsessiles, stipulées.

## Distribution
Le premier spécimen a été découvert par Mildbraed, en fleurs, à la fin du mois de décembre 1913, au sud du Cameroun, sur la route reliant Kribi à Bipindi. L'espèce a été observée ultérieurement dans la même région par René Letouzey (1969), puis dans le parc national de Campo-Ma'an par Gildas Peguy Tchouto (2004). Phyllocosmus calothyrsus est également présent au Gabon.